# Петко Йотов (партизанин)
Петко Нинов Йотов (Мануш) е български партизанин.

## Биография
Петко Йотов е роден на 5 юли 1923 г. в село Беленци, Луковитско. Един от основателите на РМС в родното си село.
Участник в Съпротивителното движение по време на Втората световна война. Български партизанин от Партизански отряд „Георги Бенковски“ (Червен бряг).